# Agriacris tricristata
Agriacris tricristata är en insektsart som först beskrevs av Jean Guillaume Audinet Serville 1838.  Agriacris tricristata ingår i släktet Agriacris och familjen Romaleidae. Inga underarter finns listade i Catalogue of Life.